# Ebhul uniformis
Ebhul uniformis är en insektsart som beskrevs av William D. Funkhouser 1927. Ebhul uniformis ingår i släktet Ebhul och familjen hornstritar. Inga underarter finns listade i Catalogue of Life.